# Tórbjørn Jacobsen

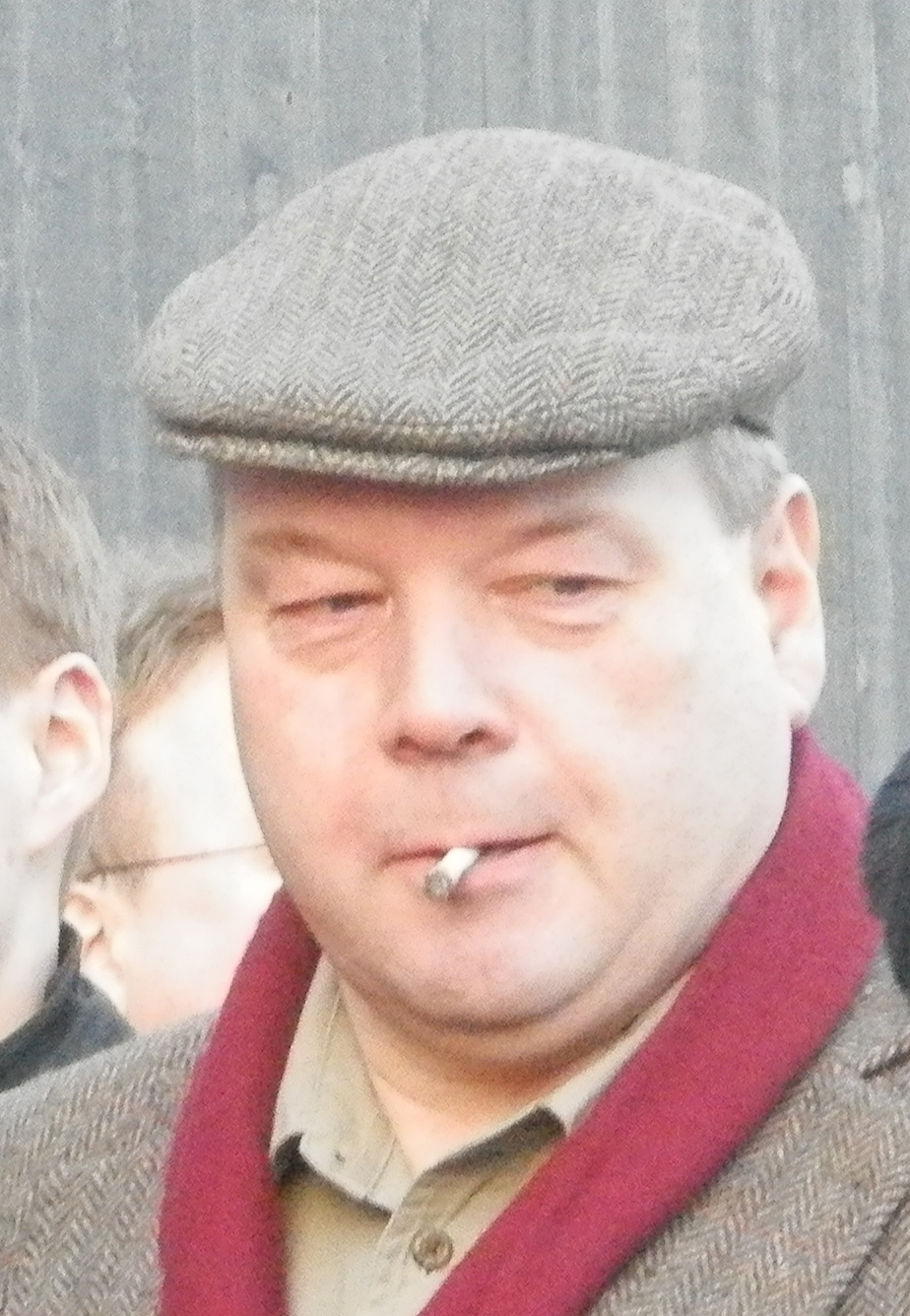
Tórbjørn Jacobsen, 2013

Tórbjørn Jacobsen (auch Tobbi genannt; * 7. Oktober 1955 in Ærøskøbing, Dänemark) ist ein färöischer Schiffer, Hafenmeister und Politiker des sozialistischen Tjóðveldisflokkurin. Er ist seit Anfang 2016 amtierender Bürgermeister der Gemeinde Runavík.

## Leben
Torbjørn wurde 1955 als Sohn von Arnbjørg geb. Gregersen, und Jóan Jacob F. Jacobsen im dänischen Ærøskøbing geboren. Beide Eltern stammen von den Färöern. Verheiratet ist er mit Luffa geb. Purkhús und wohnt in Glyvrar auf Eysturoy.
Als ausgebildeter Kapitän fuhr Jacobsen von 1980 bis 2000 zur See. 2001–2004 vertrat er zudem Høgni Hoydal als einer der beiden färöischen Abgeordneten im dänischen Parlament Folketing. Der Landesregierung der Färöer gehörte er von 2000 bis 2001 für ein knappes Jahr als Kulturminister und im Jahr 2008 für ein gutes halbes Jahr als Fischereiminister an.

### Gemeinderat Runavík
Im Jahr 2012 wurde Tórbjørn Jacobsen über die Wählergemeinschaft Almenni listin erstmals in den Gemeinderat von Runavík gewählt. Nachdem er bereits von Anfang 2013 bis Ende 2015 stellvertretender Bürgermeister gewesen war, übernahm er am 1. Januar 2016 von seinem Vorgänger Magnus Rasmussen den Posten des Bürgermeisters von Runavík. Seit seiner Ernennung zum Bürgermeister lässt er seine Beschäftigung als Hafenmeister von Runavík ruhen.

### Løgting
Nachdem Tórbjørn Jacobsen bereits von 1998 bis 2000 Nachrücker für Signar á Brúnni im Løgting gewesen war, saß er von 2002 bis 2011 als Abgeordneter (Løgtingsmaður) für Tjóðveldi im färöischen Parlament. Dort war er zudem in zahlreichen Ausschüssen Mitglied gewesen.

### Folketing
Im Herbst 2016 wurde bekannt, dass Magni Arge beschlossen hat seinen Sitz im dänischen Folketing aufzugeben, um zukünftig als Abgeordneter für Tjóðveldi im färöischen Løgting mitzuarbeiten. Tórbjørn Jacobsen soll den Folketingssitz von Magni Arge übernehmen. Jacobsen hat jedoch angekündigt, dass er, entgegen den Gepflogenheiten der Partei bezüglich doppelter Ämter, nicht beabsichtige als Abgeordneter des Folketings seinen Posten als Bürgermeister ruhen zu lassen, da das Amt in Runavík nichts mit Tjóðveldi zu tun habe. Bereits von 2001 bis 2004 saß Tórbjørn Jacobsen im Folketing in Kopenhagen. Er vertrat damals Høgni Hoydal.